# HD159340
HD159340 — хімічно пекулярна зоря спектрального класу A5, що має видиму зоряну величину в смузі V приблизно  6,9.
Вона  розташована на відстані близько 317,3 світлових років від Сонця.